# Аюев, Борис Ильич
Бори́с Ильи́ч Аю́ев (родился 16 апреля 1957 года, Ростов-на-Дону) — Председатель Правления АО «СО ЕЭС» с 2004 по апрель 2021 года ;.

## Биография
В 1979 году окончил Уральский политехнический институт по специальности «Электрические станции». В 1999 году в Уральском государственном техническом университете защитил диссертацию «Моделирование установившихся режимов в задачах оперативного и автоматического управления энергосистемами» на соискание учёной степени кандидата технических наук. В 2008 году в Новосибирском государственном техническом университете защитил диссертацию «Методы и модели эффективного управления режимами единой электроэнергетической системы России» на соискание учёной степени доктора технических наук.
В 1979—1980 годах работал инженером Нижнетагильского предприятия электрических сетей «Свердловэнерго». С 1980 года — инженер, впоследствии — заместитель генерального директора Объединённого диспетчерского управления энергосистемами Урала — ОДУ Урала. С 1998 года — участник проектных групп РАО «ЕЭС России» по реформированию электроэнергетической отрасли. В 2002 году назначен заместителем Председателя Правления ОАО «Системный оператор — Центральное диспетчерское управление Единой энергетической системы» (ОАО «СО — ЦДУ ЕЭС»). С 2004 года — Член Правления РАО «ЕЭС России» и Председатель Правления ОАО «СО — ЦДУ ЕЭС» (ныне АО «СО ЕЭС»).
Член Совета директоров ПАО «Россети», член Совета директоров ПАО «Интер РАО». С 2004 года — Председатель Комиссии по оперативно-технологической координации совместной работы энергосистем стран СНГ и Балтии (КОТК).
C 2005 по 2008 год — руководитель консорциума по разработке Проекта ТЭО синхронного объединения ЕЭС/ОЭС и UCTE.
Лично и в соавторстве с коллегами опубликовал более 70 научно-практических статей и монографий.

## Награды
- Медаль Ордена «За заслуги перед Отечеством» II степени (2008)[4];
- Почётная грамота Правительства Российской Федерации (2011)[5];
- Орден Почёта (2012)[6];
- Орден «Честь и слава» III степени (2013, Абхазия)[7]
- Орден Дружбы (2014)[8]
- Орден «За заслуги перед Отечеством» IV степени (2021)[9]
- Благодарность Президента Российской Федерации (2013)[10];
- Почетное звание «Почетный энергетик» (2012)[11]
- Медаль «За заслуги в развитии топливно-энергетического комплекса» I степени (2017)[12];
- Медаль «За заслуги перед Калининградской областью» (2019)[13]
- Почетный работник топливно-энергетического комплекса (2017)[14]
- Почетное звание «Заслуженный энергетик СНГ» (2007)[15]
- Почетное звание «Distinguished Member» («Заслуженный член») Международного Совета по большим системам высокого напряжения (Conseil International des Grands Réseaux Electriques — CIGRE, СИГРЭ) (2016)